# O Pintassilgo (filme)
The Goldfinch (bra/prt: O Pintassilgo) é um filme de drama de 2019 dirigido por John Crowley. Foi escrito por Peter Straughan e adaptado do livro homônimo de 2013 de Donna Tartt. O filme é estrelado por Ansel Elgort como Theodore Decker, que fica com a pintura O Pintassilgo depois que sua mãe morre em um atentado terrorista em um museu.

## Elenco
- Ansel Elgort como Theo Decker adulto
- Oakes Fegley como Theo Decker jovem
- Aneurin Barnard Boris adulto
- Finn Wolfhard como Boris jovem
- Ashleigh Cummings como Pippa adulta
- Willa Fitzgerald como Kitsey Barbour adulta
- Aimée Laurence como Pippa jovem
- Ryan Foust como Andy Barbour jovem
- Sarah Paulson como Xandra
- Luke Wilson como Larry
- Jeffrey Wright como Hobie
- Nicole Kidman como Srta. Barbour
- Denis O'Hare como Lucius Reeve
- Boyd Gaines como Sr. Barbour
- Peter Jacobson como Naaman Silver
- Robert Joy como "Welty" Blackwell
- Luke Kleintank como Platt Barbour adulto
- Gordon Winarick como Tom Cable adulto
- Nicky Torchia como Tom Cable jovem
- Hailey Wist como mãe de Theo
- Robert Turano como Detective

## Lançamento
The Goldfinch estreou no Festival Internacional de Cinema de Toronto em 8 de setembro de 2019. Foi lançado nos cinemas nos Estados Unidos em 13 de setembro de 2019, após ter sido previamente definido para 11 de outubro.

## Recepção
No agregador de críticas Rotten Tomatoes, o filme tem uma taxa de aprovação de 25% com base em 225 resenhas com uma classificação média de 4,60 / 10. O consenso crítico do site diz: "Lindamente filmado, mas na maior parte inerte, The Goldfinch maltrata seu material original, transformando uma narrativa complexa em uma decepção pouco envolvente". No Metacritic, o filme tem uma pontuação média de 40 em 100, com base em 41 críticos, indicando "críticas mistas ou médias". O público entrevistado pela CinemaScore deu ao filme uma nota média de "B" em uma escala de A + a F.